# MC-X (航空機)
MC-Xは、大韓民国とアラブ首長国連邦（UAE）が開発中の両国の空軍向けの戦術輸送機である。両国以外からの受注獲得も目指している。

## 概要
韓国航空宇宙産業（KAI）により、韓国軍および各機関で運用するCN-235輸送機・C-130輸送機を代替する国産後継機として開発される機体である。当初の仮称はKC-Xであった。MCは Multirole Cargo の頭文字である。
2021年の大韓民国空軍航空宇宙会議で構想が発表され、2022年に縮小機体模型、2023年ソウル国際航空宇宙および防衛産業展示会（ソウルADEX）にて仕様諸元の一部が公開された。
2023年1月の尹錫悦韓国大統領のUAE国賓訪問で、ムハンマドUAE大統領との首脳会談で300億ドルの対韓投資が決定し、了解覚書（MOU）が取り交わされた。
この協定の一環としてUAEのMC-X計画参加も取り決められ、両国の実務担当であるKAI姜求永（カン・グヨン）CEO（元・韓国空軍参謀次長）とタワズン経済評議会（UAEの軍・警察関連装備品の調達管理組織）事務局長（CEO）タレク・アブドゥル・ラヒーム・アル・ホサニの間で覚書が交わされた。
ただし2023年末段階では、韓国政府および韓国防衛事業庁による正式な事業推進の許可は出されていない。UAEとの了解覚書における開発事業費分担が決定していないことも影響しているとみられる。
機体全長は40.3 m、全幅は翼端で41.1 m、高さは13.5 m。翼面積は200 m、アスペクト比7.6、主翼掃引角25度。貨物室は長さ17メートル、幅3.5メートル、高さ3.4メートル。最大積載量は30 t。出力13,600 kg (3,000 lb)のターボファンエンジン2基で最大離陸重量は92 t、巡航速度マッハ0.75(918 km/h)、高度10,000 m以上、航続距離7,000 km以上。空中給油対応、自動貨物搭載システムや自己防衛防衛システムの搭載。主脚を当初計画の8輪から12輪に増やし、不整地滑走路での性能向上を見込む。
兵員輸送は歩兵部隊92人もしくは空挺部隊74人。463Lマスターパレットフルハイトで7枚、低パレットを2枚運用可能。K55自走榴弾砲（M109A2）を2つのフルパレットで、K21歩兵戦闘車を2つのパレットで輸送。どちらも25 tの重量である。また、無人航空機(UAV)・ドローンの空中発射母機、超小型衛星ミッション用の長さ17 m、直径3.15 m、重量23 tのロケットを輸送・直接の空中発射(ALTO)が含まれる。防衛事業庁では2027年にC-130J輸送機から全長13 m、重量16 tのロケットの空中試験打ち上げ計画があった。
総開発費用は3兆ウォンを見込み、韓国国内向け100機（空軍向け輸送機40機＋空軍・海軍・海洋警察向け特殊任務機や哨戒機60機）に海外向け100機以上の獲得を目指し、生産数量実現の場合は1機あたり調達費用900億ウォンの予定である。空軍向け輸送機量産開始は2033年を目途としている。